# جورج فولكنير
جورج فولكنير (1873 - ) (بالإنجليزية: George Faulkner)‏ هو لاعب كريكت بريطاني.